# Сімейний порок
«Сімейний порок» (італ. «Il vizio di famiglia») — італійська еротична комедія 1975 року, знятий режисером Маріано Лауренті, з Едвіж Фенек і Ренцо Монтаньяні у головних ролях.

## Сюжет
Старий граф помирає і відразу між членами сім'ї, ще не дочекавшись його смерті, починається боротьба за спадщину. Зі страху, що весь стан дістанеться дружині графа, його сестра наймає колишнього в'язня Джакомо, щоб він спокусив і скомпрометував Інес. Але всі плани руйнуються, коли в маєтку з'являється Сюзі, позашлюбна дочка графа, яка також претендує на спадщину.

## У ролях
- Едвіж Фенек — Сюзі
- Ренцо Монтаньяні — Джакомо
- Жульєт Майнієль — Магда
- Ньєвес Наварро — Інес
- Джіджі Балліста — граф Джосуе
- Анна Меліта — Ноемі
- Енцо Андроніко — Феліче
- Гастоне Пескуччі — Дон Ліборіо
- Оркідея Де Сантіс — Маріза
- Роберто Ченчі — Марко
- Ренато Малавазі — Монсіньйор

## Знімальна група
- Режисер — Маріано Лауренті
- Сценаристи — Маріно Онораті, Чезаре Фругоні, Джанфранко Коумд'ян
- Оператор — Федеріко Дзанні
- Композитор — Джанні Ферріо
- Художник — Джованфранческо Фантаччі
- Продюсер — Джанфранко Коумд'ян